# ソフィ・カル

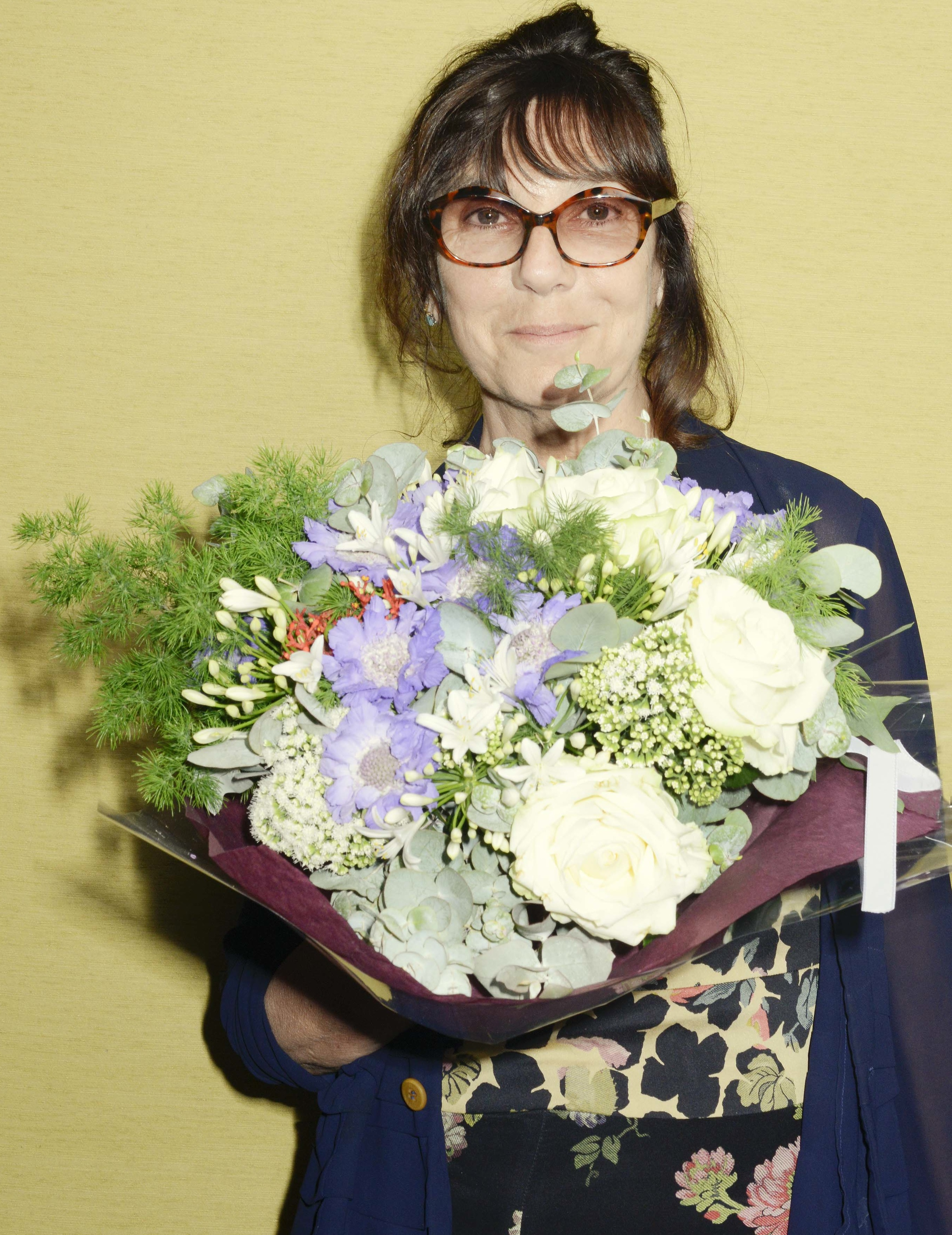
ソフィ・カル(2015年)

ソフィ・カル（Sophie Calle, 1953年10月9日 - ）は、フランスの芸術家である。自身や他者の親密な体験をテーマとして、テキストと写真の併置、あるいはそこにオブジェや映像などを組み合わせた手法が特徴とされている。パリ南郊マラコフ在住 。

## 来歴

### 作家活動を始めるまで
- 1953年、フランスのパリに生まれる。父は内科医で美術品の収集家、母は文学人[4]。南仏のガール県育ち。15歳の頃から左翼系アクティビストとして青年期をイスラエルや中南米で過ごし、政治活動と共同生活の世界放浪を続けた後、パリに戻り社会学者や運動家から思想的な影響を強く受けた[5]。1970年代初頭には、パリ第十大学ナンテール校でジャン・ボードリヤールの社会学の授業に参加し、1970年代後半は、左翼活動家としてミシェル・フーコーが創設したG.I.P（監獄情報グループ）や MLAC（妊娠中絶と避妊の自由化運動）に属し、そこで社会学者であり活動家であったダニエル・ドゥフェールと出会っている[5]。
7年間世界各地を放浪した末、1979年、パリに戻る。パリでの生活の感覚をとり戻すため、通りを歩いている人の追跡を開始[6]。1人の男性を尾行し、ヴェネツィアへ行く。ヴェネツィアからパリへ戻り、《眠る人々》プロジェクトを開始。もともと作品として発表することを目的にしていなかった私的なプロジェクトだったが、《眠る人々》に参加した女性が美術評論家の夫にカルのことを話したことがきっかけで、1980年にパリ市近代美術館で開催された「ビエンナーレ・デ・ジュンヌ」展に出品されることになった[7]。

### 1980年代
- 1984年、奨学金を得てシベリア鉄道で初来日。
- 1988年、自身の記憶や感情を扱った「自叙伝」シリーズの制作を開始。

### 1990年代
- 1998年、ポール・オースターの小説「リヴァイアサン」をもとにした作品《ダブル・ゲーム》を発表。テート・ギャラリーで個展を開催。
- 1999年11月15日、慶應義塾大学で講演会を行う。司会は鷲見洋一が務めた[8]。
- 1999〜2000年、原美術館で「限局性激痛」を開催。

### 2000年代
- 2000年、ドイツ各地を巡回する「ソフィ・カルの真実」展を開催。
- 2003年、ポンピドゥー・センター、マルティン・グロピウス博物館、アイルランド現代美術館、ルートヴィヒ・フォーラムで回顧展が開催。
- 2003年、豊田市美術館で個展を開催。
- 2007年、第52回ヴェネツィア・ビエンナーレのフランス館代表作家となる。
- 2009年、ホワイトチャペル・アート・ギャラリーで大型個展。

### 2010年代
- 2010年、ルイジアナ近代美術館で大型個展。ハッセルブラッド国際写真賞受賞[9]。
- 2013年3月20日～6月30日、原美術館で個展「ソフィ・カルー最後のとき、最初のとき」を開催。2015年に豊田市美術館、2016年に長崎県立美術館へ巡回。
- 2017年、ICPインフィニティ賞受賞。2017年10月10日～2018年2月17日、パリ狩猟自然博物館で個展「Beau doublé, Monsieur le marquis! Sophie Calle et son invitée Serena Carone」を開催[10]。
- 2018年7月2日～8月15日、シャトー・ラ・コストで「ソフィ・カル－DEAD END」を開催[11]。この個展は、シャトー・ラ・コストの有する土地に、パーマネント・コレクションとしてつくられた1つの作品と、それにあわせて同地のアートセンターで開催された展覧会からなる[12]。
- 2019年1月5日〜3月28日、原美術館で「ソフィ・カルー限局性激痛 原美術館コレクションより」(SophieCalle,“ExquisitePain” from the Hara Museum Colection)を開催[13]。2月3日〜9日に行われた「Voir la Mer 海を見る - Shibuya Crossing」では渋谷スクランブル交差点の街頭ビジョン4面にて、深夜0〜1時に《海を見る》（2011）が上映された。2月2日〜3月10日、ペロタン東京で「私の母、私の猫、私の父、この順に」(Ma mère, mon chat, mon père, dans cet ordre)を開催。2月2日～3月16日、ギャラリー小柳で「なぜなら」(Parce que)を開催。

## 作品

### 1979〜1990年
- 《眠る人々》(Les Dormeurs,1979年)

　知人や見知らぬ人々が自分のベッドで眠る様子を撮影したものにインタビューを加えた写真とテキストからなる初作品。
- 《ブロンクス》(1980年)

　自覚的なアーティスト活動として最初の作品。サウス・ブロンクスで毎日通行人に話かけ、彼らの選んだ場所へ連れて行って欲しいと頼み、その場所で彼らの写真を撮影する。
- 《ホテル》(1981年)

　ヴェネツィアで追跡した男性が泊まっていたホテルでメイドとして働きながら、宿泊客の部屋の様子を撮影した。
- 《アドレス帳》(1983年)

　拾ったアドレス帳に載っていた人物にその持ち主についてのインタビューを行い、日刊紙リベラシオンに連載した。
- 《ロサンゼルス》(1984年)

　出会った人々に「ロサンゼルスが文字通り天使の街であるなら、天使はどこにいるのか」と尋ね、《ブロンクス》と同じ手法を採用。
- 《限局性激痛》(Douleur exquise,1984〜2003年/日本語版1999年)

　自身の失恋体験による痛みを、他者のもっとも辛い経験に耳を傾けることで治癒していく過程を写真と文章で作品化したインスタレーション作品。原美術館での展覧会のためにまず日本語版として制作され、その後フランス語や英語版も世界各国で発表された。
- 《盲目の人々》（Les Aveugles,1986年）

　生まれつき目が見えない人々23人に「美のイメージとは何か」と尋ね、その回答を写真と言葉で表した作品。展示の順番は最初と最後の2点がカルによって指定されている。

### 1990年代
- 《色盲の人》(La Couleur Aveugle, 1991年)

　色盲者へのインタビューと、アーティストによるモノクローム絵画への言説をカルが再構成した作品。
- 《ダブル・ブラインド》(1992年)

　グレッグ・シェパードとアメリカで制作した映像作品。
- 《ノー・セックス・ラストナイト》(No Sex Last Night, 1992年)
- 《ダブル・ゲーム》(1998年)

　7冊1組の作品集。ポール・オースターの小説『リヴァイアサン』に登場する芸術家マリア・ターナーのモデルが自分であると知り、実際にマリアを演じた。

### 2000年代
- 《ご自愛ください》(Prenez soin de vous, 2007年)

　この作品は恋人からの別れのメールを107人の女性(不特定あるいは、クラウド・ソーシングとして依頼をうけた他者)に分析させるプロジェクト。
- 《捉えられなかった死》(Pas pu saisir la mort, 2007年）

母親の死をテーマとして制作した作品。核となるのは母親が息をひきとるまでの約13分間を記録した映像やテキストのインスタレーション『Pas pu saisir la mort（捉えられなかった死）』で、2007年ヴェネツィア・ビエンナーレ、イタリア館で発表された。展示の中に現れる言葉「souci」は「心配、悩み」の意で、母親の最後の願い「Ne vous faites pas de souci（心配しないでほしい）」の最後の語。

### 2010年代
- 《最後に見たもの》(La Dernière image,2010年)

　事故や病気によって後天的に盲者となった人々に、最後に見たものを尋ね、そのイメージを再構成したもの。
- 《海を見る》(2011年)

　イスタンブールの内陸部に暮らす人々が海を初めて見る様子をとらえた映像作品。
- 《Dead End》（2018年）

　シャトー・ラ・コストにパーマネント・コレクションとして作品を依頼され制作した大理石製の墓のインスタレーション。

## 評価
彼女の作品には自身や第三者の個人史や私生活を対象としつつも単なる事実の集積として提示するのではなく、日常あるいは特定の人物を少し変わった視点から捉え、ある場所に残された誰かの所持品・風景などを強調することで、存在やその歩んできた歴史が確かなものだという前提に揺さぶりをかけるものである。

## 著作
（日本語文献）
- 『本当の話』、野崎歓訳、平凡社、1999年
- 『限局性激痛』、青木真紀子・佐野ゆか訳、平凡社、2024年

## 参考資料
- 『現代アーティスト事典 クーンズ、ハースト、村上隆まで──1980年代以降のアート入門』美術手帖編集部 (2012/10/3)
- 「ソフィ・カル「DEAD END」展から見える風景」、『富山大学芸術文化学部紀要』、13号、2019年、P62-68
- 「ソフィ・カルの苦痛への眼差し」、『Azur』、成城大学フランス語フランス文化研究会、20号、2019年、p119-138
- 「ソフィ・カルの作品は非美術的アートか」、『Azur』、成城大学フランス語フランス文化研究会、17号、2016年、p19-38
- 「ソフィ・カル <盲目の人々>論ー「距離」と「美」をめぐって」、『富山大学芸術文化学部紀要』、11号、2017年、p94-109
- 『ソフィ・カル:歩行と芸術』、慶應義塾大学アート・センター編、2002年